# Bitarães
Bitarães é uma povoação portuguesa do Município de Paredes que foi sede da extinta Freguesia de Bitarães, freguesia que tinha 4,00 km² de área e 2 868 habitantes (2011), e, por isso, uma densidade populacional de 717,0 hab/km².
A Freguesia de Bitarães foi extinta pela reorganização administrativa de 2012/2013, tendo o seu território sido integrado na Freguesia de Paredes.

## População
| População da freguesia de Bitarães | População da freguesia de Bitarães | População da freguesia de Bitarães | População da freguesia de Bitarães | População da freguesia de Bitarães | População da freguesia de Bitarães | População da freguesia de Bitarães | População da freguesia de Bitarães | População da freguesia de Bitarães | População da freguesia de Bitarães | População da freguesia de Bitarães | População da freguesia de Bitarães | População da freguesia de Bitarães | População da freguesia de Bitarães | População da freguesia de Bitarães |
| ---------------------------------- | ---------------------------------- | ---------------------------------- | ---------------------------------- | ---------------------------------- | ---------------------------------- | ---------------------------------- | ---------------------------------- | ---------------------------------- | ---------------------------------- | ---------------------------------- | ---------------------------------- | ---------------------------------- | ---------------------------------- | ---------------------------------- |
| 1864                               | 1878                               | 1890                               | 1900                               | 1911                               | 1920                               | 1930                               | 1940                               | 1950                               | 1960                               | 1970                               | 1981                               | 1991                               | 2001                               | 2011                               |
| 558                                | 616                                | 659                                | 715                                | 808                                | 878                                | 952                                | 1 161                              | 1 250                              | 1 312                              | 1 599                              | 2 014                              | 1 940                              | 2 536                              | 2 868                              |

| Distribuição da População por Grupos Etários | Distribuição da População por Grupos Etários | Distribuição da População por Grupos Etários | Distribuição da População por Grupos Etários | Distribuição da População por Grupos Etários | Distribuição da População por Grupos Etários | Distribuição da População por Grupos Etários | Distribuição da População por Grupos Etários | Distribuição da População por Grupos Etários | Distribuição da População por Grupos Etários |
| -------------------------------------------- | -------------------------------------------- | -------------------------------------------- | -------------------------------------------- | -------------------------------------------- | -------------------------------------------- | -------------------------------------------- | -------------------------------------------- | -------------------------------------------- | -------------------------------------------- |
| Ano                                          | 0-14 Anos                                    | 15-24 Anos                                   | 25-64 Anos                                   | > 65 Anos                                    |                                              | 0-14 Anos                                    | 15-24 Anos                                   | 25-64 Anos                                   | > 65 Anos                                    |
| 2001                                         | 530                                          | 445                                          | 1 349                                        | 212                                          |                                              | 20,9%                                        | 17,5%                                        | 53,2%                                        | 8,4%                                         |
| 2011                                         | 520                                          | 406                                          | 1 641                                        | 301                                          |                                              | 18,1%                                        | 14,2%                                        | 57,2%                                        | 10,5%                                        |

Média do País no censo de 2001:  0/14 Anos-16,0%; 15/24 Anos-14,3%; 25/64 Anos-53,4%; 65 e mais Anos-16,4%
Média do País no censo de 2011:   0/14 Anos-14,9%; 15/24 Anos-10,9%; 25/64 Anos-55,2%; 65 e mais Anos-19,0%

## Festas e romarias
- Festas de Nossa Senhora dos Chãos - 7 e 8 de Setembro
- Festas de S. Tomé - domingo a seguir ao dia 3 de julho

## Colectividades
- Associação Cultural Recreativa e Desportiva "Os Lusos de Bitarães"
- Casa do Povo de Bitarães
- Rancho Folclórico Infantil e Juvenil da Casa do Povo de Bitarães
- Grupo de Jovens "Chamas Vivas"
- Grupo de Bombos São Tomé de Bitarães
- Associação Cultural e Recreativa "Pódio Geração"
- Grupo de Teatro de Bitarães

## Património edificado
- Igreja de São Tomé de Bitarães ou Igreja paroquial
- Capela de Nossa Senhora dos Chãos
- Casa de Coura (e capela de Nossa Senhora das Dores, privada)
- Casa e capela de Poveira
- Casa de Marnel (e capela da Sagrada Família, privada)
- Capela de Nossa Senhora do Pinhal (privada)
- Capela no lugar da Portela (privada)
- Casa de Além
- Nicho do Imaculado Coração de Maria